# Liste des dynasties d'Haïti
 (janvier 2016).
Si vous disposez d'ouvrages ou d'articles de référence ou si vous connaissez des sites web de qualité traitant du thème abordé ici, merci de compléter l'article en donnant les références utiles à sa vérifiabilité et en les liant à la section « Notes et références ».
La monarchie haïtienne fut dirigée par des empereurs et des rois. La première dynastie à régner sur Haïti fut la Maison Dessalines (1804-1806), suivie de la Maison Christophe (1811-1820), puis de la Maison Soulouque (1849-1859).
| Maison Dessalines | Maison Christophe | Maison Soulouque |
| ----------------- | ----------------- | ---------------- |
| Jacques Ier       | Henri Ier         | Faustin Ier      |
| Empereur          | Roi               | Empereur         |
| Absolu            | Constitutionnel   | Absolu           |